# Енгельгардт Олександр Миколайович
Олександр Миколайович Енгельгардт (1832—1893) — російський публіцист-народник і агрохімік; батько М. О. Енгельгардта і М. О. Енгельгардта.

## Біографія

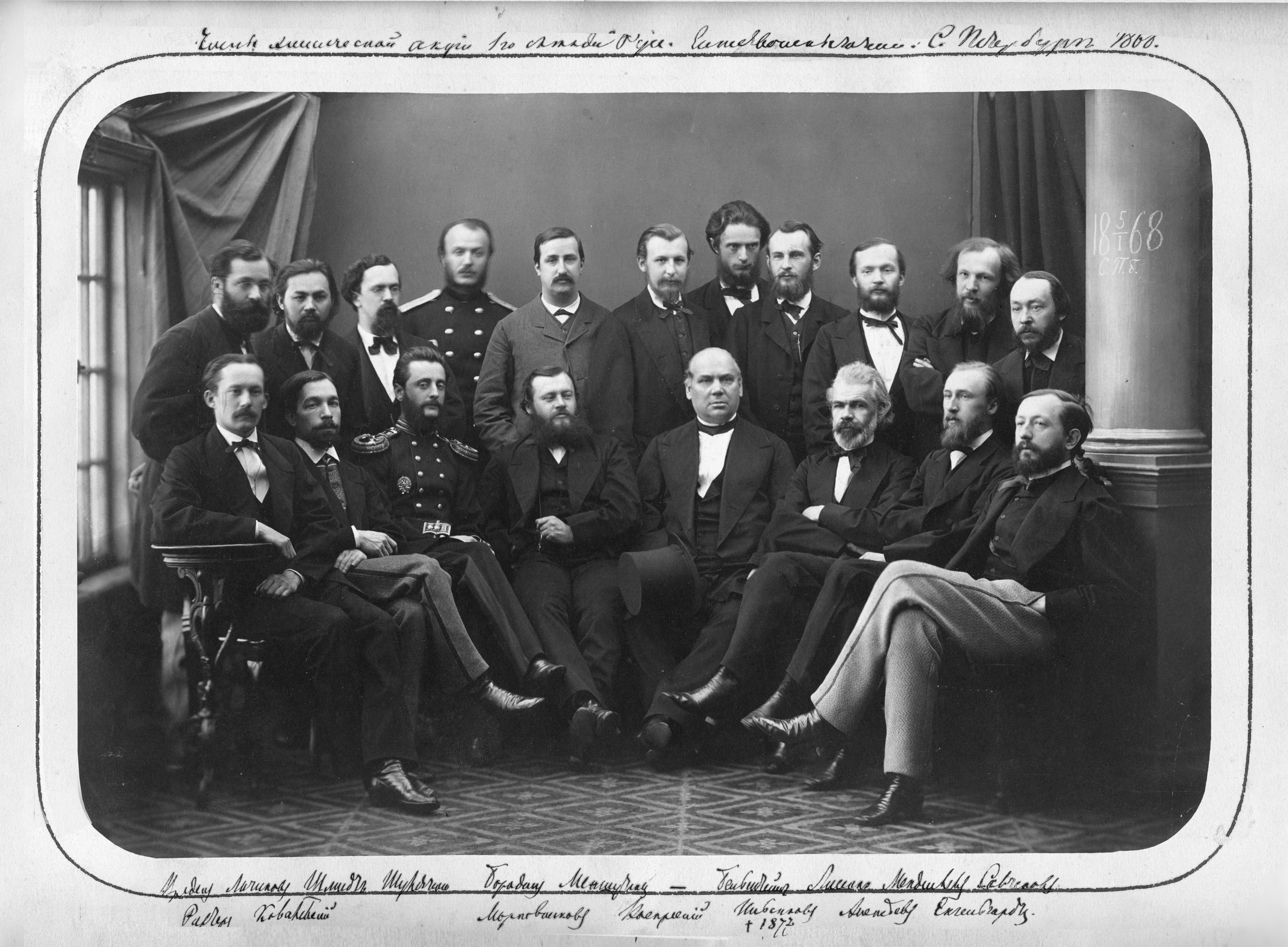
Російське хімічне товариство. А. Н. Енгельгардт сидить крайній (підписи Д. І. Менделєєва), 1868

Олександр Миколайович Енгельгардт до 15-річного віку виховувався в сім'ї, а потім вступив на курси офіцерів при  Михайлівському артилерійському училищі. Після закінчення училища в 1853 році він обладнав свою домашню лабораторію, в якій ставив досліди з органічної хімії, а також відвідував лекції академіка Н. Н. Зініна в медико-хірургічній академії і самостійно студіював тільки що з'явилася книгу  Жерара «введення у вивчення органічної хімії», що відображала новітні наукові погляди в цій галузі знань.
Після відвідування уральських гірських заводів восени 1853 року поступив на службу в ливарну майстерню Петербурзького арсеналу, а в 1855 році здійснив поїздку за кордон для вивчення сталеливарного виробництва на заводах німецького промисловця Круппа.
У 1854 році в «Артилерійському журналі» опублікував першу свою роботу «Про гомолактинной кислоти, що утворюється при добуванні гремучекислой ртуті», а в 1855 році в записках Академії наук з'являються відразу три його роботи з хімії, написані за результатами дослідів, виконаних в домашній лабораторії.
Викладав хімію в Олександрівському ліцеї.
У 1857 році він разом із Н. Н. Соколовим заснував приватну хімічну лабораторію, а в 1859 році заснував і редагував перший російський науковий журнал з хімії «Хімічний журнал Н. Соколова і А. Енгельгардта». У цьому журналі, крім видавців, друкували свої роботи Д. І. Менделєєв, А. М. Бутлеров та інші вчені. За період 1857—1870 рр. А. Н. Енгельгардт опублікував близько п'ятдесяти робіт з органічної хімії та артилерійській справі, а також видав «Збірник загальнозрозумілих статей з природознавства» (1867).
У 1864 році він призначається професором хімії у знову відкритий Петербурзький землеробський інститут і його наукові інтереси все більше почали схилятися до питань агрономічної хімії. У той час він розробив запропонований П. А. Иллєнковим лужний метод розкладання кісток і пропагував місцеве господарське виробництво фосфорних добрив замість кислотного переробки кісток на суперфосфат. За дорученням департаменту землеробства А. Н. Енгельгардт в 1866 році обстежив поклади  фосфоритів в Смоленській, Курській, Орловській і Воронезькій губерніях і справив аналізи російських фосфоритів.
У Землеробському інституті він влаштував зразкову хімічну лабораторію, яка була гордістю інституту. В цей же час читав у Сільськогосподарському музеї публічні лекції, видані згодом окремою книгою під назвою «Хімічні основи землеробства» (1875). А. Н. Енгельгардт переклав також книги Крокера «Керівництво до сільськогосподарського аналізу» (1867) і Гофмана «Землеробська хімія» (1868).
За роботи по хімії Харківський університет присвоїв А. Н. Енгельгардта ступінь доктора хімії, а Академія наук присудила йому і П. О. Лачилову Ломоносовську премію (1870) за роботу «Про крезоли і нітросполуки».
У зв'язку зі студентськими заворушеннями був заарештований (1870) і висланий в  Батищево (1871).
Організував раціональне господарство — зразкове господарство зі школою для підготовки «інтелігентних землевласників». Спостереження і погляди на економічні процеси в селі виклав у «Листах з села [Архівовано 8 квітня 2019 у Wayback Machine.]», що публікувалися в журналі «Вітчизняні записки» в 1872—1882 роках (останнє, 12-е лист надруковано в «Віснику Європи», 1887) і витримали кілька видань.
А. Н. Енгельгардтом були виконані роботи з використання фосфоритного борошна в якості фосфорних добрив в Смоленській губернії. Важливе значення він надавав  зеленим добривам. Він зазначав, що фосфоритне борошно і сидерація — засоби для приведення в культурний стан величезних мас північних земель. А. Н. Енгельгардт був активним прихильником і пропагандистом застосування вапнування і мінеральних добрив у поєднанні з органічними добривами.
Дружина, Ганна Миколаївна Енгельгардт (дочка  М. П. Макарова) (1838—1903), письменниця, перекладачка, укладачка Повного німецько-російського словника; Навчалася в Єлизаветинському інституті у Москві, про що залишила спогади, Нариси інститутського життя колишнього часу. (Зі спогадів інститутки). // «Зоря.» — 1870, № 8. — С. 107—149; № 9. — С. 3-65.

## Пам'ять
- Ім'ям А. Н. Енгельгардта була названа відома сільськогосподарська дослідна станція.
- Меморіальна дошка встановлена в селі Ніколо-Погоріле.
- 12 листів з хутору видані у рамках серії "Літературні пам'ятники".